# Isamaa
Isamaa (en español: Patria) es un partido político conservador estonio. Fue fundado el 4 de junio de 2006 cuando dos partidos conservadores, Unión Pro Patria y Partido Res Publica, se fusionaron. El partido es miembro del Partido Popular Europeo (PPE). 
Mantuvo el nombre de Unión Pro Patria y Res Publica hasta junio de 2018, cuando el partido cambió su nombre a Isamaa, que significa literalmente "Patria".

## Historia

### Pre-fundación
Antes de la fusión, hubo una caída extrema en el apoyo público a Res Publica después de que el gobierno liderado por Juhan Parts se vio obligado a renunciar, y Pro Patria también había sido relativamente marginado después de la caída de su propia coalición de gobierno. También hubo preocupación entre los conservadores por dividir el voto entre dos partidos con ideologías en gran medida similares y por no poder oponerse al electorado de izquierda mucho más cohesivo, que en su mayoría se unió detrás del Partido del Centro. El 4 de abril de 2006, representantes de Unión Pro Patria y Res Publica decidieron fusionar los dos partidos, lo que tuvo lugar oficialmente el 4 de junio de 2006. Aunque originalmente el nombre de Por Estonia (Eesti Eest) se consideró para el partido recién formado, se rechazó y el nombre provisional se usó hasta que se adoptó el nuevo nombre en 2018.
El 15 de noviembre de 2006, los partidos se fusionaron oficialmente como Unión Pro Patria y Res Publica (Erakond Isamaa ja Res Publica Liit).

### 2015–
En las elecciones parlamentarias de 2015, IRL perdió 9 escaños y logró mantener 14. Se unió al Partido de la Reforma y a los Socialdemócratas para formar el gobierno bajo Taavi Rõivas. Como la Unión Pro Patria y Res Publica fue la mayor perdedora en las elecciones, el presidente Urmas Reinsalu anunció que renunciaría como presidente del partido después del congreso del partido en junio de 2015. El 6 de junio de 2015, fue reemplazado por Margus Tsahkna.
El 7 de noviembre de 2016, el SDE e IRL anunciaron que estaban pidiendo la renuncia del primer ministro Taavi Rõivas y estaban planeando negociar un nuevo gobierno mayoritario. En las siguientes conversaciones de coalición, Partido del Centro, SDE e IRL formaron una nueva coalición dirigida por el líder del Partido del Centro, Jüri Ratas. La nueva coalición tomó posesión el 23 de noviembre. En abril de 2017, Tsahkna anunció que no buscaría la reelección como presidente. Fue sucedido por Helir-Valdor Seeder el 13 de mayo de 2017. El 26 de junio de 2017, Tsahkna y el parlamentario Marko Mihkelson anunciaron que se iban del partido, reduciendo la cantidad de parlamentarios de IRL a 12.

## Resultados electorales

### Elecciones parlamentarias
|  | 17,9 % |

|  | 20,5 % |

|  | 13,7 % |

|  | 11,4 % |

|  | 8,2 % |

### Elecciones al Parlamento Europeo
|  | 12,2 % |

|  | 13,9 % |

|  | 10,3 % |

## Presidentes
- Taavi Veskimägi (Res Publica) y Tõnis Lukas (Pro Patria) (2006–2007)
- Mart Laar (2007–2012)
- Urmas Reinsalu (2012–2015)
- Margus Tsahkna (2015–2017)[15]
- Helir-Valdor Seeder (2017– )[16]